# Maxim Gennadjewitsch Zwetkow
Maxim Gennadjewitsch Zwetkow (russisch Максим Геннадьевич Цветков; * 17. November 1991) ist ein russischer Naturbahnrodler. Er startet vorwiegend im Doppelsitzer mit Denis Moissejew und wurde 2011 Junioren-Europameister.

## Karriere
Maxim Zwetkow und sein Doppelsitzerpartner Denis Moissejew hatten ihren ersten internationalen Auftritt bei der Junioreneuropameisterschaft 2009 in Longiarü, wo sie den sechsten Platz belegten. Ebenfalls Sechste wurden sie im folgenden Jahr bei der Juniorenweltmeisterschaft 2010 in Deutschnofen. Zu Beginn der Saisonen 2009/2010 und 2010/2011 nahmen Zwetkow/Moissejew in Nowouralsk an jeweils einem Doppelsitzer-Weltcuprennen teil. Mit den Plätzen sieben und sechs wurden sie jeweils Vorletzte. Am Anfang der Saison 2009/2010 hatte Zwetkow auch zum bisher einzigen Mal an einem Einsitzerrennen im Weltcup teilgenommen, das er an 25. Position beendete. Ihren bisher größten Erfolg feierten Maxim Zwetkow und Denis Moissejew bei der Junioreneuropameisterschaft 2011 in Laas, als sie mit der Bestzeit im zweiten Wertungslauf vor den Österreichern Christoph Regensburger und Dominik Holzknecht, die nach dem ersten Lauf noch in Führung lagen, Junioreneuropameister wurden.
In der Saison 2011/2012 bestritten Zwetkow/Moissejew kein Weltcuprennen, nahmen aber an der Europameisterschaft 2012 in Nowouralsk teil – ihrem ersten Titelkampf in der Allgemeinen Klasse. Sie belegten unter zehn gewerteten Doppelsitzerpaaren den neunten Platz.

## Erfolge

### Europameisterschaften
- Nowouralsk 2012: 9. Doppelsitzer

### Juniorenweltmeisterschaften
- Deutschnofen 2010: 6. Doppelsitzer

### Junioreneuropameisterschaften
- Longiarü 2009: 6. Doppelsitzer
- Laas 2011: 1. Doppelsitzer

### Weltcup
- 2 Top-10-Platzierungen in Doppelsitzer-Weltcuprennen